# 22686 Mishchenko
22686 Mishchenko è un asteroide della fascia principale. Scoperto nel 1998, presenta un'orbita caratterizzata da un semiasse maggiore pari a 2,6213098 UA e da un'eccentricità di 0,0991370, inclinata di 13,79022° rispetto all'eclittica.